# Pilatus Aircraft
Pilatus Aircraft Ltd. je proizvajalec letal s sedežem v Stansu, Švica. Oerlikon-Bührle je 10. decembra 1939 ustanovil podjetje Pilatus z namenom, da bi vzdrževali letala Švicarskih letalskih sil, kasneje so začeli dizajnirati in proizvajati lastna letala. 
Pilatus trenutno zaposluje 1441 delavcev.
"Pilatus" je sicer tudi ime gore (2128 m) v Švici.

## Letala
|  | Ime           | Opis                                             |
|  | ------------- | ------------------------------------------------ |
|  | Pilatus SB-1  | 1943 STOL transportno letalo, samo projekt       |
|  | Pilatus SB-2  | 1944 STOL transportno letalo, samo prototip      |
|  | Pilatus SB-5  | 1945 STOL transportno letalo, samo projekt       |
|  | Pilatus P-1   | 1941 Enosedežni trenažer, samo projekt           |
|  | Pilatus P-2   | 1945 Trenažer                                    |
|  | Pilatus P-3   | 1953 Trenažer                                    |
|  | Pilatus P-4   | 1948 STOL transportno letalo, samo prototip      |
|  | Pilatus P-5   | 1951 Opazovalno letalo, samo projekt             |
|  | Pilatus PC-6  | 1959 STOL transporter                            |
|  | Pilatus PC-7  | 1966 Turbopropelerski trenažer                   |
|  | Pilatus PC-8D | 1967 STOL transportno letalo, samo prototip      |
|  | Pilatus PC-9  | 1984 Turbopropelerski trenažer                   |
|  | Pilatus PC-10 | 1970 Dvomotorno transportno letalo, samo projekt |
|  | Pilatus PC-11 | 1972 Jadralna letalo                             |
|  | Pilatus PC-12 | 1991 Enomotorno turbopropelersko poslovno letalo |
|  | Pilatus PC-21 | 2001 Turbopropelerski trenažer                   |
|  | Pilatus PC-24 | 2014 Dvomotorno reaktivno poslovno letalo        |

| Aerobatic team             | Country      | Typ           | Remark                                |
| -------------------------- | ------------ | ------------- | ------------------------------------- |
| P-3 Flyers                 | Švica        | Pilatus P-3   | civilna zasedba                       |
| Patrouille Suisse          | Švica        | Pilatus PC-6  | samo nudenje podpore ali transporta   |
| PC-7 Team                  | Švica        | Pilatus PC-7  |                                       |
| Silver Falcons             | Južna Afrika | Pilatus PC-7  |                                       |
| Alap-Alap Formation        | Bahrajn      | Pilatus PC-7  |                                       |
| Taming Sari                | Malezija     | Pilatus PC-7  |                                       |
| Solo Display Team          | Nizozemska   | Pilatus PC-7  | kot tudi F-16 in AH-64                |
| Blue Phoenix               | Tajska       | Pilatus PC-9  |                                       |
| Wings of Storm             | Hrvaška      | Pilatus PC-9  |                                       |
| Roulettes                  | Avstralija   | Pilatus PC-9  |                                       |
| Swiss Air Force PC-21 Demo | Švica        | Pilatus PC-21 |                                       |
| Pilatus Aircraft           | Švica        | Pilatus PC-21 | civilno, demonstracija z 1-2 letaloma |